# Quers
Quers ist eine französische Gemeinde im Département Haute-Saône in der Region Bourgogne-Franche-Comté.

## Geographie
Quers liegt auf einer Höhe von 298 m über dem Meeresspiegel, acht Kilometer nordwestlich von Lure und etwa 24 Kilometer nordöstlich der Stadt Vesoul (Luftlinie). Das Dorf erstreckt sich im zentralen Teil des Departements, im nordwestlichen Teil der Ebene von Lure, am Rand des Bois des Franches Communes.
Die Fläche des 9,93 km² großen Gemeindegebiets umfasst einen Abschnitt der Ebene von Lure. Der Hauptteil des Gebietes wird von dieser Alluvialebene eingenommen, die durchschnittlich auf 300 m liegt. Landwirtschaftliche Nutzung herrscht im Bereich von Quers vor. Entwässert wird der nördliche Teil durch die Lanterne direkt zur Saône, während der südliche Teil zum Einzugsgebiet des Ognon gehört. Der Bauvier bildet südlich des Dorfes eine breite Moorniederung. Nach Westen steigt das Gelände leicht an zu einer mit Wiesen bestandenen Höhe, auf der mit 339 m die höchste Erhebung von Quers erreicht wird. Diese Anhöhen sind aus Muschelkalk der mittleren Trias aufgebaut. Im Südosten erstreckt sich das Gemeindeareal in die ausgedehnte Waldung des Bois des Franches Communes.
Zu Quers gehört die Siedlung Le Faubourg (300 m), die östlich an die Ortschaft anschließt. Nachbargemeinden von Quers sind Citers und Franchevelle im Norden, Lure im Osten, Bouhans-lès-Lure und Adelans-et-le-Val-de-Bithaine im Süden sowie Dambenoît-lès-Colombe im Westen.

## Geschichte
Im Mittelalter gehörte Quers zur Freigrafschaft Burgund und darin zum Gebiet des Bailliage d’Amont. Die lokale Herrschaft hatten die Herren von Faucogney inne. Im 15. Jahrhundert ging Quers in direkte Abhängigkeit des Herzogs von Burgund über. Es bildete fortan den Mittelpunkt einer eigenen Herrschaft, die von Vasallen der Herzöge von Burgund verwaltet wurde. Zusammen mit der Franche-Comté gelangte das Dorf mit dem Frieden von Nimwegen 1678 definitiv an Frankreich. Heute ist Quers Mitglied des Gemeindeverbandes Triangle Vert.

## Sehenswürdigkeiten

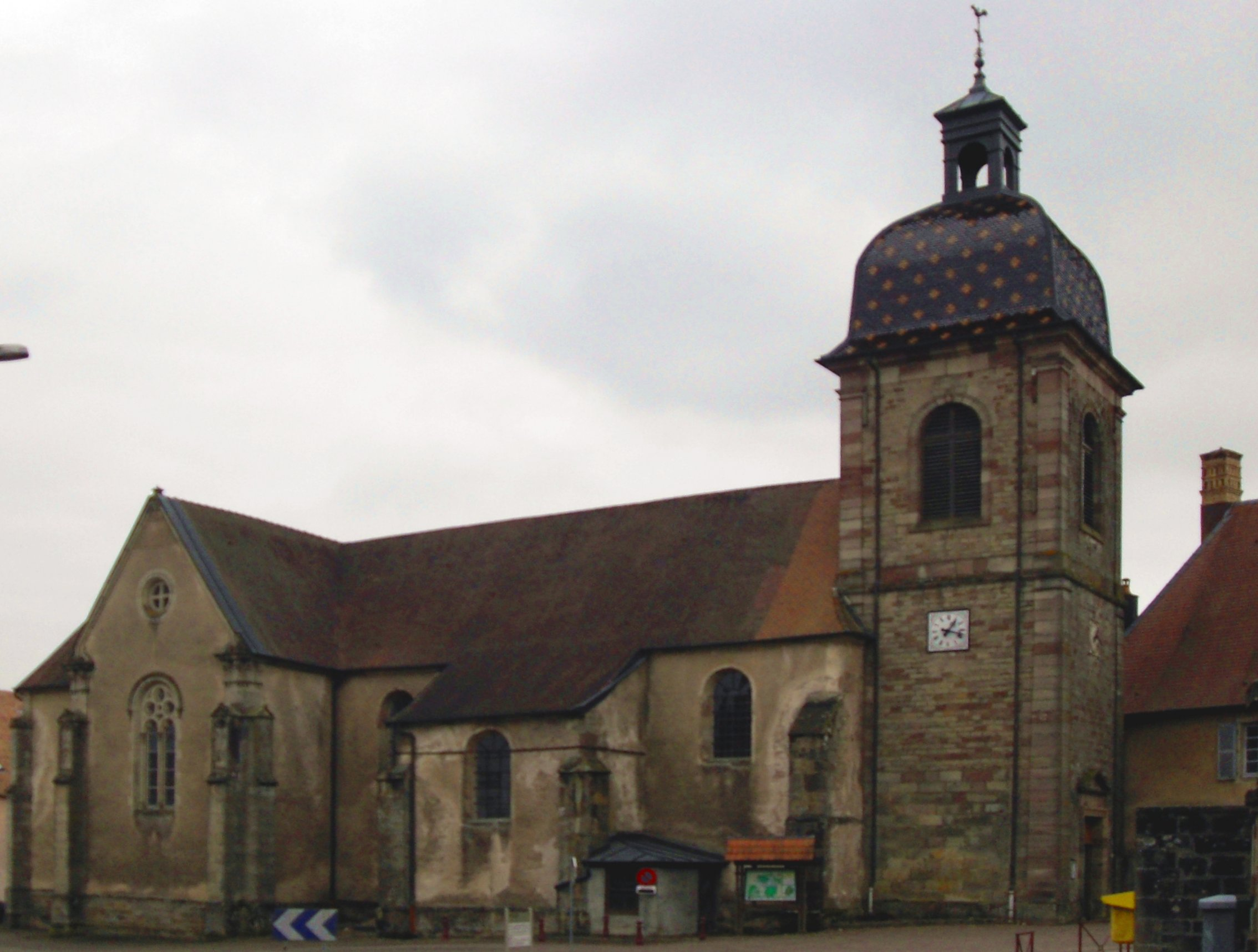
Kirche St. Martin

Die Dorfkirche Saint-Martin in Quers wurde im 18. Jahrhundert neu erbaut; der Chorraum stammt aus dem 19. Jahrhundert. Zur Innenausstattung gehören eine reich skulptierte Kanzel (18. Jahrhundert) und der Hochaltar mit Kupferornamenten. Der ehemalige Herrschaftssitz aus dem 15. und 17. Jahrhundert ist als Monument historique klassiert und beherbergt heute die Mairie (Gemeindeverwaltung). Der Ortskern ist geprägt durch verschiedene Häuser aus dem 17. bis 19. Jahrhundert, die den traditionellen Stil der Haute-Saône zeigen.

## Bevölkerung
| Jahr                       | 1962 | 1968 | 1975 | 1982 | 1990 | 1999 | 2006 | 2013 | 2020 |
| Einwohner                  | 303  | 289  | 278  | 266  | 299  | 324  | 347  | 372  | 325  |
| Quellen: Cassini und INSEE |      |      |      |      |      |      |      |      |      |

Mit 330 Einwohnern (1. Januar 2022) gehört Quers zu den kleineren Gemeinden des Départements Haute-Saône. Nachdem die Einwohnerzahl in der ersten Hälfte des 20. Jahrhunderts deutlich abgenommen hatte (1881 wurden noch 562 Personen gezählt), wurde seit Beginn der 1980er Jahre wieder ein Bevölkerungswachstum verzeichnet.

## Wirtschaft und Infrastruktur
Quers war lange Zeit ein vorwiegend durch die Landwirtschaft (Ackerbau, Obstbau und Viehzucht) und die Forstwirtschaft geprägtes Dorf. Heute gibt es einige Betriebe des lokalen Kleingewerbes, darunter einen Betrieb der Holzverarbeitung und eine Autowerkstätte. In den letzten Jahrzehnten hat sich das Dorf zu einer Wohngemeinde gewandelt. Viele Erwerbstätige sind deshalb Wegpendler, die in den größeren Ortschaften der Umgebung ihrer Arbeit nachgehen.
Die Ortschaft ist verkehrstechnisch gut erschlossen. Sie liegt an der Hauptstraße D64, die von Lure nach Luxeuil-les-Bains führt. Der Ortskern ist durch eine vierspurige Umfahrungsstraße vom Durchgangsverkehr entlastet. Weitere Straßenverbindungen bestehen mit Citers, Bouhans-lès-Lure und Franchevelle. Quers wird von der Eisenbahnlinie von Lure nach Épinal durchquert. Der nächste Bahnhof befindet sich in Lure.